# Mansión de Trapene
La Mansión de Trapene, anteriormente llamada Mansión de Bormaņi, es una casa señorial en la parroquia de Trapene, municipio de Smiltene en la región histórica de Vidzeme, en el norte de Letonia.

## Historia
Originalmente construida a principios del siglo XIX, los muros de ladrillo rojo fueron añadidos en torno a 1890. En 1917, durante la I Guerra Mundial y en los inicios de la guerra civil en Rusia, la propiedad fue abandonada por su propietario, el Barón Voldemar von Wolff y empezó a deteriorarse rápidamente. El director de la escuela local y también músico Eižens Vēveris imaginó el uso de una casa abandonada para actividades artísticas y convenció a las autoridades locales para salvar la propiedad. El edificio actualmente alberga el centro cultural y biblioteca de la parroquia de Trapene.